# Hana Lobkowiczová
Hana princezna Lobkowiczová, rodným jménem Nováková (17. ledna 1928 Praha – 20. dubna 2025 Jindřichův Hradec) byla česká lékařka a manželka českého gynekologa Františka Lobkowicze.

## Život
Hana Nováková se narodila 17. ledna 1928 v porodnici v Londýnské ulici společně se svým dvojčetem Věrou. Ve stejný den zemřela jejich sestra Alena na sepsi po očkování provedeném infikovanou jehlou.
Dětství prožila v domě za branickým pivovarem. Studovala na Jiráskově gymnáziu v Resslově ulici, kde se seznámila se svým budoucím manželem Františkem. Ten se rozhodl studovat práva, ale převzetí moci komunisty toto rozhodnutí zhatilo. Odešel proto studovat epidemiologii. V roce 1952 odpromovala a následně se s Františkem vzali. V listopadu téhož roku byl odveden do Pomocných technických praporů (PTP), kam byli odváděni muži na převýchovu tvrdou prací v dolech či na stavbách. Z útvaru se dostal až v květnu 1954, kdy byl útvar zrušen.
Mezitím Hana Lobkowiczova porodila dceru Janu, která se narodila postižená. V té době Lobkowiczová pracovala jako lékařka v Ústí nad Labem.
František Lobkowicz po návratu domů dostudoval medicínu a poté začal pracovat jako lékař-mikrobiolog na hygienické stanici. Hana začala pracovat na interně. V roce 1959 se páru narodila dcera Marie Leopoldina a v roce 1964 syn Michal, který se stal poslancem a ministrem obrany České republiky. Dcera Jana zemřela ve 14 letech.
V srpnu 1968 po vpádu vojsk Varšavské smlouvy do Československa nakrátko zůstala s manželem v Rakousku. Do rodné vlasti se vrátili v prosinci téhož roku. Oba si museli najít novou práci, poněvadž byli pronásledováni Státní bezpečností. František začal pracovat v oblasti genealogie.
Po sametové revoluci se vrátila do veřejného života, věnovala se dobročinným aktivitám a podporovala kulturní i vzdělávací projekty.
Hana Lobkowiczová zemřela 20. dubna 2025 ve věku 97 let v Jindřichově Hradci. Pohřbena byla do rodinné hrobky v Cítově.